# Бине-Симонова скала
Бине-Симонова скала је први и најпознатији индивидуални тест интелигенције који су 1905. конструисали француски психолог Алфред Бине и лекар Теодор Симон. Са Бине-Симоновом скалом започиње период систематског мерења интелигенције, као и читав покрет тестирања способности у психологији. 

## Скала
Скала је састављена од неколико разноврсних тестова и мери општу интелектуалну способност (G-фактор) засновану на Бинеовој дефиницији интелигенције: „бити интелигентан значи добро расуђивати, добро разумети и добро и правилно мислити”. На основу односа измереног менталног и актуелног календарског узраста, одређује се количник интелигенције детета, где IQ=100 означава да су испитаникове интелектуалне способности развијене у складу са његовим календарским узрастом, IQ<100 да му је интелигенција нижа од просечне за његов узраст, а IQ>100 изнадпросечну интелектуалну развијеност с обзиром на узраст. Урађене су многе ревизије Бине-Симонове скале, од којих је најпознатија ревизија америчког психолога Луиса Термана под називом Станфорд-Бинеова скала. 
У Србији су урађене две ревизије: Београдска ревизија Бине-Симонове скале Борислава Стевановића из 1934. и Нова београдска ревизија Бине-Симонове скале Ивана Ивића из 1973. 